# MK PZKO Karwina-Frysztat
MK PZKO Karwina-Frysztat – miejscowe koło Polskiego Związku Kulturalno-Oświatowego jest organizacją społeczną. Prowadzi działalność kulturalno-oświatową w ramach polskiej mniejszości narodowej w Karwinie – Frysztacie w celu zachowania tradycji przodków dla następnych pokoleń.

## Początki
Miejscowe koło PZKO w ówczesnym Frysztacie powstało dnia 22 listopada 1947 na walnym zebraniu (obecnych 95 osób) z inicjatywy komitetu założycielskiego kierowanego przez dyrektora frysztackiej polskiej szkoły Jerzego Rusnoka. W skład zarządu koła weszli również m.in. Paweł Kukucz – wiceprezes, Franciszek Chowaniec – sekretarz, Karol Pieczka – skarbnik i dalszych dziesięć osób.

## Historia siedziby miejscowego koła

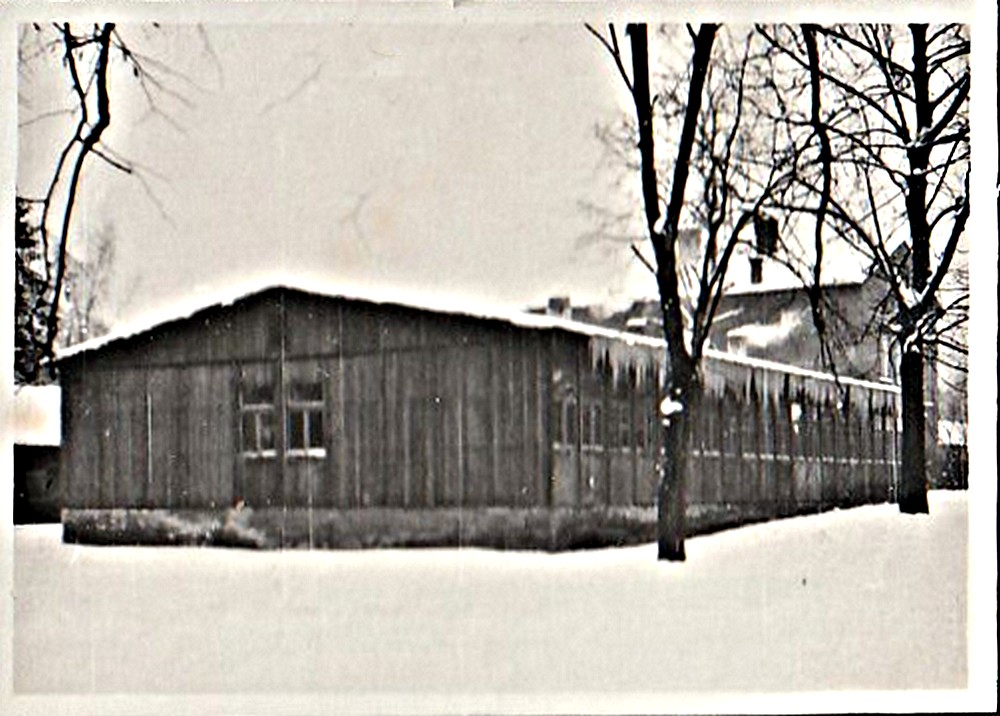
Siedziba MK PZKO w latach 1969–1976

Koło działało kolejno w lokalach Domu Stalina (byłego Polskiego Domu Katolickiego) do roku 1957, potem po przejęciu domu przez miasto w świetlicy Dom Przyjaźni- Družby. Od roku 1969 po przejęciu budynku przez kopalnię CSA (czechosłowackiej Armii) i perturbacjach z wynajmem świetlicy przeniesiono działalność koła do drewnianego budynku w parku B. Smetany za polskim przedszkolem. Siedziba nie odpowiadała potrzebom koła, więc zdecydowano się wybudować własny Dom PZKO. Prace rozpoczęto w październiku 1975 roku. Członkowie koła odpracowali w czynie społecznym przy budowie 23 000 godzin. Wartość Domu PZKO oceniono wtedy na 1 560 000 koron. Uroczyste otwarcie nowego Domu PZKO odbyło się 12.12.1976. Renowację Domu PZKO przeprowadzono w latach 2012–2022. Obejmowała ona przebudowę i unowocześnienie wnętrz, odnowę zewnętrznych elementów łącznie z ociepleniem budynku, dobudowanie i tarasu ogrodowego oraz kultywację ogrodu. Aktualna nazwa domu to Dom Polski PZKO. 

## Zespoły i formy działalności koła w okresie 1947–1997 roku
- Początek działalności koła jest związany z chórem męskim Hejnał (rok załołenia 935) prowadzonym dyrygentami Karolem Gąsiorem i Franciszkiem Chowańcem. W roku 1964 doszło do połączenia z chórem Echo z Karwiny Doły. Chór przez 30 lat prowadził inż. Józef Foltyn.
- Od roku 1947 istniał w Kole chór mieszany OLZA pod batutą Franciszka Chowańca. W roku 1958 połączył się z chórem mieszanym PZKO z Karwiny-Nowego Miasta tworząc chór Przyjaźń pod kierownictwem prof. Józefa Wierzgonia.
- W latach 1954–1956 pracował w kole chór żeński KALINA, który był reaktywowany w roku 1984 pod batutą pana Otokara Winklera.
- Małe zespoły – trio żeńskie, kwartet męski i Wesoła Siódemka .
- Zespół taneczny działał w latach 1949–1960 pod kier. Wandy Gąsiorowej. W roku 1960 wszedł w skład zespołu Górnik.
- Zespół teatralny działał od roku 1950 do roku 1960 i wystawił szereg sztuk jak np. ”Zbójnik Śląski” (K. Berger), „Pieją koguty” (J. Bałtuszic)
- Zespół Kobiet – niezwykle aktywna grupa członkiń koła od początku założenia organizacji PZKO. Panie organizowały kursy gotowania, szycia, zapewniały pieczenie ciastek na bale, wyrób kotylionów i dalszych produktów do stoisk na imprezach koła. W roku 1968 powstał Klub Kobiet aktywnie działający do dziś. Długoletnimi kierowniczkami Klubu były panie Wanda Kondziołka , Ewa Zolich i Danuta Wałoszek. Osobnym rozdziałem działalności Klubu były wystawy tematyczne jak np. „Tradycja i teraźniejszość (1978)”, „Wszystko dla dzieci i domu (1992)”, Czas wspomnień (1993 )”, Oczka zwykłe i niezwykłe (1995)”.
- Kółko dyskusyjne powstało w roku 1955 z inicjatywy Jana Kruciny, Jerzego Rusnoka i Leopolda Wałoszka. Organizowano wykłady, prelekcje i dyskusje na aktualne tematy. Od roku 1973 istnieje jako Klub Propozycji.
- Klub Młodych działał od roku 1968 do roku 1980. Jego członkowie organizowali spotkania, występy zespołów młodzieżowych z Zaolzia i Polski. W latach 80. byli znani z sukcesów sportowych (piłka nożna, szachy, bilard, tenis stołowy).

## Współczesność (od roku 1997)
a) Zespoły:
- Chór męski Hejnał-Echo pod batutą mgr. Andrzeja Szyji od lat utrzymuje tradycję śpiewu chóralnego we Frysztacie
- Chór żeńsku Kalina prowadzony dyrygenten Otokarem Winklerem zakoćczył działalność w roku 2019 ?
- Teatrzyk Bez Kurtyny to amatorski zespół teatralny działający pod kierownictwem Bogdany Najderod roku 2018
b) Kluby:
- Klub Młodych – reanimowany w roku 2010 pracuje na rzecz środowiska polskiego we Frysztacie
- Klub Kobiet – działa bez przerwy od 1947 roku. Panie tworzą zaplecze organizacyjne wszystkich imprez koła.  
- Klub Propozycji organizuje spotkania tematyczne
- Kluby Średniaka i Seniora to spotkania, dyskusje na aktualne tematy, pomoc techniczna przy Domu PZKO i przekazywanie doświadczeń młodzieży
- Klub Sportowca organizuje życie sportowe w Kole i aktywny udział członków w imprezach sportowych na naszym terenie
c) Stałe, tradycyjne imprezy:
- Bal Polski
- Powitanie wiosny
- Dzień Matki
- Festiwal Dolański Gróm – od roku 2010 sztandarowa czerwcowa impreza koła – festiwal zespołów rockowych o zasięgu międzynarodowym (Lady Pank, Citron, Harlem, Lombard, Chinaski, Perfect i wiele dalszych zespołów)
- Świniobicie 
- Spotkanie przy choince
Liczebność bazy członkowskiej rosła, osiągając maksimum początkiem lat osiemdziesiątych ub. stulecia. Było to m.in. związane z zanikiem zasiedlonych części Karwiny. Od tego czasu ilość członków koła stopniowo maleje.
| 1947 | 1972 | 1982 | 2000 | 2010 | 2020 |
| ---- | ---- | ---- | ---- | ---- | ---- |
| 95   | 725  | 822  | 559  | 423  | 344  |